# Callitris sulcata
Espèce
Classification phylogénétique
Statut de conservation UICN

 EN B1ab(iii,v)+2ab(iii,v); C2a(i) : En danger
Le Sapin de Comboui (Callitris sulcata) ou « Nié » en langue Xârâguré, est une espèce de conifères de la famille des Cupressaceae, originaire de Nouvelle-Calédonie. Il est considéré comme vulnérable par disparition de son habitat. C'est un arbre tabou et symbole de l’identité des tribus du District de Borendy (commune de Thio).

## Philatélie
Cette espèce figure sur un timbre de l'OPT de 2016 dessiné par Jean-Paul Véret-Lemarinier.